# New Brighton (Minnesota)
New Brighton ist eine Stadt (mit dem Status „City“) im Ramsey County im US-amerikanischen Bundesstaat Minnesota. Das U.S. Census Bureau hat bei der Volkszählung 2020 eine Einwohnerzahl von 23.454 ermittelt.
New Brighton ist Bestandteil der Metropolregion Minneapolis–Saint Paul.

## Geografie
New Brighton liegt im nördlichen Vorortbereich der Städte Minneapolis und Saint Paul. Die Stadt wird vom Rice Creek durchflossen und liegt auf 45°03′56″ nördlicher Breite und 93°12′07″ westlicher Länge. New Brighton erstreckt sich über 18,29 km², die sich auf 16,73 km² Land- und 1,56 km² Wasserfläche verteilen.
Benachbarte Orte von New Brighton sind Mounds View (an der nördlichen Stadtgrenze), Shoreview (5,6 km nordöstlich), Arden Hills (an der östlichen Stadtgrenze), Roseville (an der südlichen Stadtgrenze), St. Anthony (an der südwestlichen Stadtgrenze), Columbia Heights und Fridley (an der westlichen Stadtgrenze) und Spring Lake Park (7 km nordwestlich).
Das Stadtzentrum von Minneapolis liegt 15,8 km südwestlich; das Zentrum von Saint Paul, der Hauptstadt von Minnesota, befindet sich 22,6 km südöstlich.

## Verkehr
Die östliche Stadtgrenze von New Brighton wird vom westlichen Zweig der Interstate 35 gebildet, die die schnellste Verbindung von Minneapolis nach Duluth nahe der Grenze zu Kanada bildet. Die I 35 wird von der Interstate 694 gekreuzt, der nördlichen Umgehungsstraße der Twin Cities.  Bei allen weiteren Straßen handelt es sich um innerstädtische Verbindungsstraßen.
In New Brighton kreuzen zwei Eisenbahnlinien der zur Canadian Pacific Railway gehörenden SOO Line Railroad.
Der nächstgelegene Flughafen ist der Minneapolis-Saint Paul International Airport (27,3 km südlich).

## Geschichte
Vor dem Eintreffen der ersten weißen Siedler wurde die Region von Indianern der Dakota und der Anishinabe besiedelt, die sich  durch Ernten von Wasserreis ernährten.
In der Mitte des 19. Jahrhunderts begann die Besiedlung mit weißen Einwanderern. 1858 wurde um die heutige Stadt als kleine Siedlung gegründet. Der Name New Brighton leitete sich von Brighton in Massachusetts (heute ein Stadtteil von Boston) ab.
Im Jahr 1891 wurde New Brighton offiziell zur selbstverwalteten Kommune erhoben.

## Demografische Daten
Nach der Volkszählung im Jahr 2010 lebten in New Brighton 21.456 Menschen in 8915 Haushalten. Die Bevölkerungsdichte betrug 1282,5 Einwohner pro Quadratkilometer. In den 8915 Haushalten lebten statistisch je 2,35 Personen.
Ethnisch betrachtet setzte sich die Bevölkerung zusammen aus 81,9 Prozent Weißen, 6,6 Prozent Afroamerikanern, 0,4 Prozent amerikanischen Ureinwohnern, 6,1 Prozent Asiaten sowie 2,2 Prozent aus anderen ethnischen Gruppen; 2,7 Prozent stammten von zwei oder mehr Ethnien ab. Unabhängig von der ethnischen Zugehörigkeit waren 4,4 Prozent der Bevölkerung spanischer oder lateinamerikanischer Abstammung.
21,1 Prozent der Bevölkerung waren unter 18 Jahre alt, 61,2 Prozent waren zwischen 18 und 64 und 17,7 Prozent waren 65 Jahre oder älter. 51,7 Prozent der Bevölkerung war weiblich.
Das mittlere jährliche Einkommen eines Haushalts lag bei 58.796 USD. Das Pro-Kopf-Einkommen betrug 32.693 USD. 12,3 Prozent der Einwohner lebten unterhalb der Armutsgrenze.